# Phacelia setigera
Phacelia setigera là loài thực vật có hoa trong họ Mồ hôi. Loài này được Phil. miêu tả khoa học đầu tiên năm 1891.